# Diporiphora winneckei
Diporiphora winneckei — вид ігуаноподібних ящірок родини агамових (Agamidae). Ендемік Австралії. Вид названий на честь австралійського мандрівника Чарльза Віннеке. Часто утримується в неволі.

## Опис
Diporiphora winneckei — струнка ящірка з довгим хвостом і кінцівками, довжина якої становить приблизно 15-24 см. Забарвлення може бути сірим, блідо-коричневим або червонувато-коричневим, від потилиці до хвоста іде широка сіра смуга. На боках є смуги, які сходяться в районі таза, у самиць вони кремово-жовті, у самців сріблясто-сірі. У самиць між бічною смугою і животом є темні плями, у самців вони менші або взагалі відсутні. Від очей до вух ідуть кремові смуги. Луска однорідна, на горлі та за вухами є складки шкіри, шипи або гребінь відсутні.

## Поширення і екологія
Diporiphora winneckei мешкають у внутрішніх районіх Австралії, переважно на кордоні Квінсленду, Нового Південного Уельсу, Північної Території і Південної Австралії, а також у Західній Австралії. Вони живуть на піщаних дюнах, порослих спінніфексом (Triodia) і Zygochloa paradoxa. Ведуть денний спосіб життя, живляться переважно комахами, іноді доповнюють раціон рослинною їжею. Набувають статевої зрілості у віці 1 року. Самці приваблюють самиць, постійно хитаючи головою. Самиці можуть відповідсти на це, кілька разів опустивши голову. Сезон розмножнення триває з жовтня по квітень. В цей час самці можуть відкласти від 4 до 6 кладок, в кожній по 1-3 яйця. Яйця відкладаються у вологий піщаний ґрунт. Інкубаційний період триває 2-3 тижні.